# Невельськой Геннадій Іванович
Генна́дій Іва́нович Невельсько́й (рос. Генна́дий Ива́нович Невельско́й; 23 листопада (5 грудня) 1813 рік, Дракіно, Костромської губернії — 17 (29) квітня 1876 рік, Санкт-Петербург) — російський адмірал (1874 рік), дослідник Далекого Сходу, засновник міста Ніколаївська-на-Амурі. Довів, що гирло Амуру доступне для входу морських суден і що Сахалін — острів.

## Біографія
Геннадій Іванович Невельськой народився у садибі Дракіно поблизу Солигалича. Батько: Іван Олексійович Невельськой (1774—1823) — потомствений морський офіцер, із старовинного костромського дворянського роду. Мати: Феодосья Тимофіївна (1787—1854) — належала до старовинного дворянського роду Полозових; відома тим, що піддавалася судовому переслідуванню за негуманне ставлення до кріпаків.

### У Морському корпусі
8 квітня 1829 року Геннадій Невельськой вступив до Морського кадетського корпусу. Начальником Морського корпусу був в той час знаменитий мореплавець адмірал І. Ф. Крузенштерн, з іменем якого пов'язане перше російське навколосвітнє плавання. Серед кадетів тих часів особливою популярністю користувалося не так військовий, скільки дослідний, географічний напрямок навчання. Кадети і гардемарини були натхнені знаменитими морськими походами російських моряків.
У 1832 році Невельськой в числі найкращих закінчив Морський кадетський корпус. 21 грудня 1832 року одержав чин мічмана і в числі обраних став слухачем щойно створеного Офіцерського класу (прообраз майбутньої Військово-морської академії). У 1836 році мічман Невельськой успішно склав іспити за курс офіцерського класу і 28 березня йому було присвоєно чин лейтенанта флоту.

### Перші роки служби на флоті
Після закінчення Офіцерського класу лейтенант Невельськой був призначений до ескадри адмірала Федора Петровича Літке офіцером на корабель «Беллона» під командуванням досвідченого морського офіцера Самуїла Івановича Мофета. Потім служив на кораблях «Князь Варшавський», «Аврора» і «Інгерманланд». У ці роки він, як відмінно підготовлений морський офіцер, був вахтовим офіцером при князеві Костянтині Миколайовичі. Фактичним опікуном юного князя на багато років став Геннадій Невельськой. Згодом ця обставина, можливо, послужила тому, що самовольства Невельського при освоєнні Амура були не тільки прощені, але схвалені імператором Миколою I.
У роки служби Невельського в ескадрі Літке, ця ескадра в далеких плаваннях участі не брала, в основному плавала в межах Європи. 15 липня 1846 року Невельськой отримав чин капітан-лейтенанта. Через рік він напросився на посаду командира транспортного судна «Байкал», що будувалося і яке повинно було відправитися на Камчатку з вантажем.

### Амурська експедиція (1849—1855)
Призначення на «Байкал» і напрямок на Далекий Схід Невельському розглядав як можливість виконати свій задум: довести, що в гирлі річки Амур можна увійти з океану, і що Сахалін — острів.
Заручившись підтримкою губернатора Східного Сибіру Миколи Миколайовича Муравйова та начальника головного морського штабу князя Меншикова, Невельськой влітку 1849 року досяг гирла Амура і виявив протоку між материком і островом Сахалін. Йому вдалося відкрити ряд нових, невідомих раніше територій і увійти в пониззя Амуру. 6 грудня 1849 року йому було присвоєно чин капітана 2 рангу, а вже 8 лютого 1850 року — капітана 1 рангу. У 1850 році Невельському був знову направлений на Далекий Схід, однак з приписом «не торкатися гирла Амура». Але Невельськой, всупереч розпорядженню, заснував в гирлі Амура Ніколаєський пост (нині місто Ніколаєвськ-на-Амурі), піднявши там російський прапор і оголосивши про владу Росії над цими землями.
У 1851 році Невельськой був знову направлений на Далекий Схід. У тому ж році він одружився і з джужиною прибув до місця служби. У наступні роки Невельськой і його підлеглі здійснили детальне дослідження берегів гирла Амуру, Амурського лиману і Татарської протоки, а також континентальних частин Амурського і Уссурійського краю і острова Сахалін. При цьому капітан 1 рангу, а з 26 серпня 1854 року контр-адмірал Невельськой від імені імператора оголошував владу Росії в далекосхідних територіях.
В середині 1850-х років почалося масштабне освоєння Росією Амурського краю під керівництвом губернатора Муравйова. Місія Невельського на цьому була вичерпана. 10 грудня 1856 року він був відрахований з посади призначеного для особливих доручень при генерал-губернаторові Східного Сибіру, після чого повернувся в Санкт-Петербург.

### Після Амурської експедиції
Повернувшись в Санкт-Петербург, Геннадій Невельськой більше не брав участі в морських плаваннях. Значну частину життя він присвятив систематизації матеріалів, зібраних ним під час Амурської експедиції: він брав участь в уточненні карт, консультував політиків і підприємців. Був дійсним членом Імператорського Російського географічного товариства.
1 січня 1864 року Невельському було присвоєно чин віце-адмірала, а 1 січня 1874 року — повного адмірала. З 6 грудня 1866 року перебував членом вченого відділення Морського технічного комітету.
Здоров'я Невельського, підірване в результаті участі в Амурській експедиції, періодично погіршувався. Часом він був змушений виїжджати за кордон для лікування.
Геннадій Невельськой помер 17 (29) квітня 1876 в Санкт-Петербурзі, похований на Новодівочому кладовищі.

## Праці
- Невельськой Геннадій Іванович. Ответ на письмо г-на Бошняка в редакцию Морского Сборника. — Морской сборник. — 1860. — № 3. — С. 75—76.
- Невельському Г. І. Подвиги російських морських офіцерів на крайньому сході Росії 1849—1855. Приамурський і Приуссурійський край. [Архівовано 10 липня 2009 у Wayback Machine.] — СПб.: Російська скоропечатня, 1878.
- Невельськой Геннадій Іванович. Рапорт от 30 октября 1853 года по делу занятия острова Сахалина. — Морской сборник. — 1899. — № 12. — С. 58—70.

## Вшанування
Іменем Невельського на Далекому Сході Росії названо понад 10 географічних об'єктів, зокрема гора Невельського, затока Невельського, протока Невельського, місто Невельськ.